# John Ardagh (Journalist)

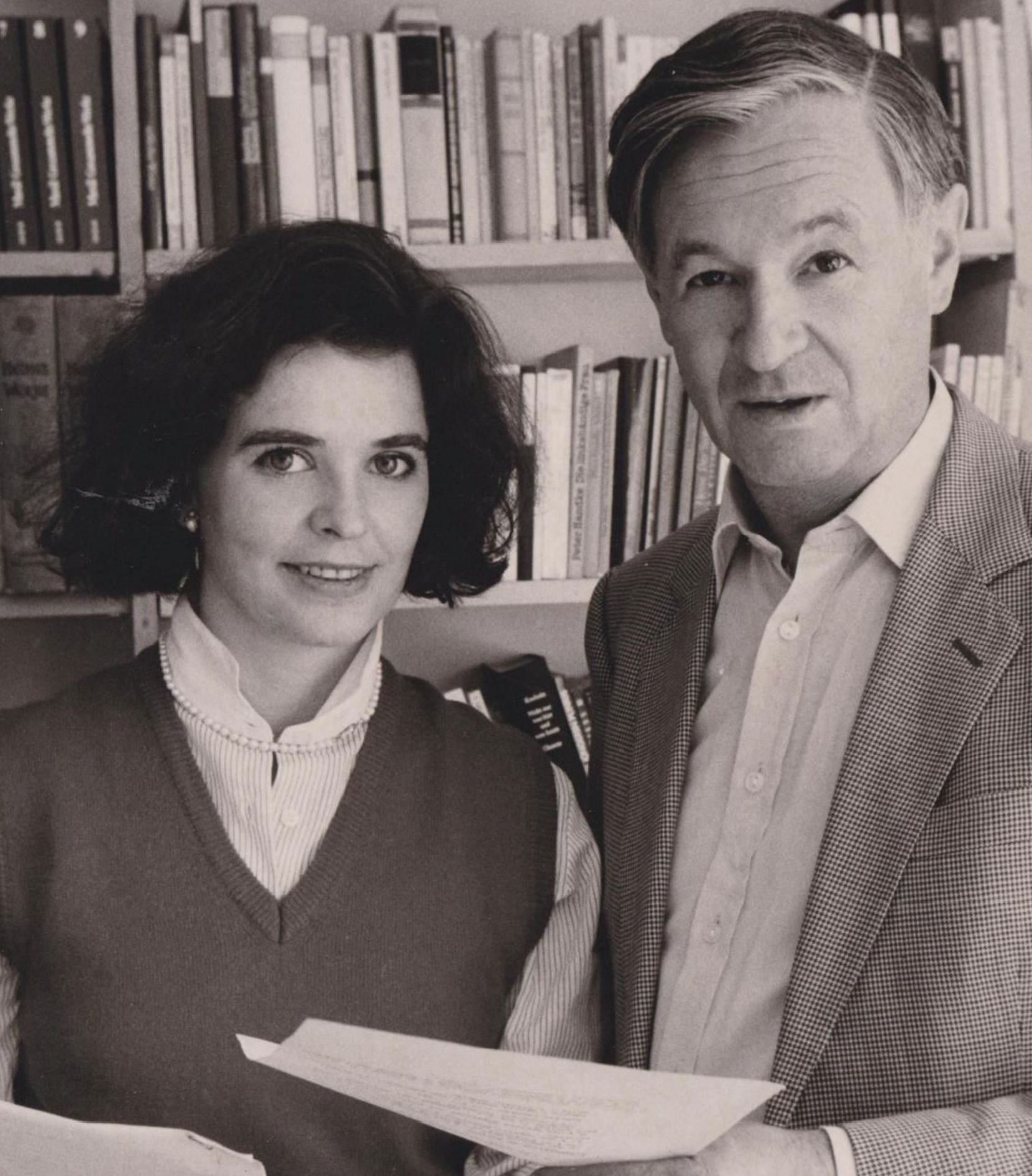
John Ardagh mit Ehefrau Katharina

John Anthony Charles Ardagh (* 28. Mai 1928 in Njassaland; † 26. Januar 2008 in London) war ein britischer Journalist und Autor.

## Leben
Geboren als Sohn des britischen Kolonialoffiziers mit irischen Wurzeln, Osmond Ardagh, und einer Österreicherin besuchte er zunächst das Sherborne Internat. Nach Studium der Altertumswissenschaften und Philosophie am Worcester College in Oxford arbeitete Ardagh von 1953 bis 1959 als Korrespondent der Times u. a. in Frankreich und Algerien. Von 1960 bis 1966 war er für die Independent Television News und Korrespondent für den Observer hauptsächlich als Feuilletonist tätig. Mit Veröffentlichung seines Buches The New French Revolution 1968 begann eine erfolgreiche Tätigkeit als freiberuflich tätiger politischer Publizist und Reiseschriftsteller. Er galt als exzellenter Kenner Frankreichs und später auch Deutschlands, obwohl auch er noch 1988 die Wiedervereinigung als „offiziellen Mythos der BRD“ einstufte. Seine Bücher über die gesellschaftliche Situation in Frankreich aber auch seine Standardwerke über Irland (Ireland and the Irish) und Deutschland 1987 (Germany and the Germans zusammen mit seiner deutschen Ehefrau Katharina, geborene Schmitz *1951) erschienen in etlichen Übersetzungen und zahllosen, jeweils aktualisierten Auflagen. Zum Beispiel: The New France (1973), France in the 1980s (1982) France Today (1987) zuletzt France in the New Century: Portrait of a Changing Society (1999). Ardagh war ein gesuchter Gesprächspartner für Interviews und bei Talkrunden. Sein Bemühen galt neben der Darstellung politischer Entwicklungen immer auch das normale Leben abzubilden, zum Beispiel in Tale of Five Cities, wo er das Leben in Stuttgart, Bologna, Newcastle-upon-Tyne, Toulouse und Ljubljana miteinander verglich, wobei er eine besondere Zuneigung zu Ljubljana entwickelte. Von 1966 bis 1968 war er leitender Redakteur des Good Food Guide und 25 Jahre lang verantwortlicher Redakteur des Good Hotel Guide für das Festland-Europa.
Als Mitglied der Franco-British-Council von 1992 bis 1998 setzte er sich für eine Verbesserung des Verständnisses zwischen beiden Ländern ein.
Aus erster Ehe mit Jennifer entstammt der Coach, Autor und Vortragsredner Arjuna (Nicholas) Ardagh (* 3. Mai 1957).

## Ehrungen
- 1944 und 1946 English Verse prize der Old Shirburnian Society[8]
- Chevalier des Arts et des Lettres[1]
- 1982 Enid MacLeod Prize der Franco-British Society[9]

## Veröffentlichungen
(kleine Auswahl aus ca. 50 Werken)
- The new French Revolution: A social & economic survey of France 1945-1967, Secker & Warburg, London 1968, ISBN 0-436-01750-4
- Frankreich als Provokation. Die permanente Revolution 1945 - 1968. Mit einem Geleitwort von Peter-Scholl-Latour, Ullstein, Berlin, Frankfurt/M., Wien, 1969
- A Tale of Five Cities, Harpercollins, London 1980, ISBN 0-06-010136-9
- Das grosse Frankreich-Buch, Delphin-Verlag, München 1981, ISBN 3-7735-4282-8
- Germany and the Germans, Hamilton, London 1987, ISBN 0-241-12116-7
- Exploring rural Germany, Helm, London, 1990, ISBN 0-7470-0012-3
- The Shell guide to Germany, Simon and Schuster, London, Sydney, New York, Tokyo, Toronto 1991, ISBN 0-671-71021-4
- Ireland and the Irish: Portrait of a Changing Society, Penguin, 1995, ISBN 0-14-017160-6
- Bildatlas der Weltkulturen, Frankreich. Kunst, Geschichte und Lebensformen, Bechtermünz Augsburg 1997, ISBN 3-86047-790-0
- France, Dorling Kindersley Publishers Ltd, London 2006, ISBN 1-4053-1086-3